# Olympische Winterspiele 2002/Teilnehmer (Schweiz)
| Gelbes Symbol für Goldmedaillen mit stilisierten Olympischen Ringen | Graues Symbol für Silbermedaillen mit stilisierten Olympischen Ringen | Braundes Symbol für Bronzemedaillen mit stilisierten Olympischen Ringen |
| ------------------------------------------------------------------- | --------------------------------------------------------------------- | ----------------------------------------------------------------------- |
| 3                                                                   | 2                                                                     | 6                                                                       |

Die Schweiz nahm an den Olympischen Winterspielen 2002 im US-amerikanischen Salt Lake City mit einer Delegation von 110 Athleten, 30 Frauen und 80 Männer, in 13 Sportarten teil.

## Fahnenträger
Der Snowboarder Gian Simmen trug die Fahne der Schweiz während der Eröffnungsfeier im Rice-Eccles Stadium, bei der Schlussfeier wurde sie von der Curlerin Luzia Ebnöther getragen.

## Medaillen

### Gold
- Skispringen, Normalschanze: Simon Ammann
- Skispringen, Grossschanze: Simon Ammann
- Snowboard: Parallel-Riesenslalom, Herren: Philipp Schoch

### Silber
- Bob, 2er, Herren: Christian Reich, Steve Anderhub
- Curling, Damen: Luzia Ebnöther, Mirjam Ott, Tanya Frei, Laurence Bidaud, Nadia Röthlisberger

### Bronze
- Bob, 2er, Herren: Martin Annen, Beat Hefti
- Curling, Herren: Markus Eggler, Damian Grichting, Marco Ramstein, Andreas Schwaller, Christof Schwaller
- Skeleton, Herren: Gregor Stähli
- Ski Alpin, Riesenslalom, Damen: Sonja Nef
- Ski Nordisch, Langlauf, 4 × 5 km Staffel, Damen: Andrea Huber, Laurence Rochat, Brigitte Albrecht-Loretan, Natascia Leonardi Cortesi
- Snowboard, Halfpipe, Damen: Fabienne Reuteler

## Teilnehmer nach Sportarten

### Biathlon
- Jean-Marc Chabloz
Sprint (10 km), Herren: 64. Platz
Biathlon (20 km), Herren: 61. Platz
4 × 7,5 km Staffel, Herren: 18. Platz
- Dani Niederberger
4 × 7,5 km Staffel, Herren: 18. Platz
- Matthias Simmen
Sprint (10 km), Herren: 64. Platz
Biathlon (20 km), Herren: 67. Platz
4 × 7,5 km Staffel, Herren: 18. Platz
- Roland Zwahlen
Sprint (10 km), Herren: 55. Platz
Verfolgung (12,5 km), Herren: 47. Platz
Biathlon (20 km), Herren: 58. Platz
4 × 7,5 km Staffel, Herren: 18. Platz

### Bob
Damen (2er)
- Françoise Burdet, Katharina Sutter
Zweierbob: 4. Platz

Herren (2er)
- Steve Anderhub, Christian Reich
Zweierbob: Silber
- Martin Annen, Beat Hefti
Zweierbob: Bronze

Herren (4er)
- Martin Annen, Silvio Schaufelberger, Beat Hefti, Cédric Grand
Viererbob: 4. Platz
- Christian Reich, Steve Anderhub, Guido Acklin, Urs Aeberhard
Viererbob: 6. Platz

### Curling
| Herren (Curling Club St. Galler Bär) - Andreas Schwaller (Skip) - Christof Schwaller (Third) - Markus Eggler (Second) - Damian Grichting (Lead) - Marco Ramstein (Ersatz) | Damen (Curling Club Flims) - Luzia Ebnöther (Skip) - Mirjam Ott (Third) - Tanya Frei (Second) - Laurence Bidaud (Lead) - Nadia Röthlisberger (Ersatz) |

Curling, Herren: Bronze 
Curling, Damen: Silber 

### Eishockey
Herren
- David Aebischer
- Jean-Jacques Aeschlimann
- Björn Christen
- Flavien Conne
- Gian-Marco Crameri
- Patric Della Rossa
- Patrick Fischer
- Martin Gerber
- Martin Höhener
- Sandy Jeannin
- Marcel Jenni
- Olivier Keller
- Martin Plüss
- André Rötheli
- Ivo Rüthemann
- Edgar Salis
- Mathias Seger
- Martin Steinegger
- Mark Streit
- Patrick Sutter
- Julien Vauclair
- Reto von Arx
- Lars Weibel

Eishockey, Herren: 11. Platz

### Eiskunstlauf
- Stéphane Lambiel
Eiskunstlauf, Herren: 15. Platz
- Sarah Meier
Eiskunstlauf, Damen: 13. Platz
- Daniel & Eliane Hugentobler
Eistanz: 14. Platz

### Freestyle-Skiing
- Corinne Bodmer
Buckelpiste, Damen: 26. Platz (Qualifikation)
- Christian Kaufmann
Springen, Herren: 13. Platz (Qualifikation)
- Evelyne Leu
Springen, Damen: 11. Platz
- Manuela Müller
Springen, Damen: 20. Platz (Qualifikation)
- Christian Stohr
Buckelpiste, Herren: 19. Platz (Qualifikation)
- Martin Walti
Springen, Herren: 21. Platz (Qualifikation)

### Rodeln
- Reto Gilly
Rodeln, Herren: 24. Platz – 3:01,311 min
- Stefan Höhener
Rodeln, Herren: 13. Platz – 2:59,800 min

### Skeleton
- Maya Pedersen
Damen: 5. Platz – 1:45,55 min
- Felix Poletti
Herren: 16. Platz – 1:43,87 min
- Gregor Stähli
Herren: Bronze  – 1:42,15 min

### Ski alpin
Herren
- Paul Accola
Super-G: 10. Platz
Alpine Kombination: 6. Platz
- Franco Cavegn
Abfahrt: 15. Platz
- Didier Cuche
Abfahrt: 14. Platz
Super-G: disqualifiziert
Riesenslalom: 10. Platz
- Didier Défago
Abfahrt: 21. Platz
Super-G: 6. Platz
Riesenslalom: 4. Platz
Alpine Kombination: ausgeschieden im Slalom (1. Lauf)
- Tobias Grünenfelder
Super-G: 12. Platz
Riesenslalom: ausgeschieden
- Michael von Grünigen
Riesenslalom: 11. Platz
Slalom: 14. Platz
- Ambrosi Hoffmann
Abfahrt: 8. Platz
- Urs Imboden
Slalom: 5. Platz
- Bruno Kernen
Alpine Kombination: ausgeschieden im Slalom (1. Lauf)

Damen
- Fränzi Aufdenblatten
Riesenslalom: ausgeschieden
- Sylviane Berthod
Abfahrt: 7. Platz
Super-G: ausgeschieden
- Catherine Borghi
Abfahrt: 19. Platz
Super-G: 18. Platz
Alpine Kombination: 8. Platz
- Corina Grünenfelder
Slalom: ausgeschieden
- Lilian Kummer
Riesenslalom: ausgeschieden
- Sonja Nef
Riesenslalom: Bronze 
Slalom: ausgeschieden
- Marlies Oester
Slalom: ausgeschieden
Alpine Kombination: 4. Platz
- Corinne Rey-Bellet
Abfahrt: 5. Platz
Super-G: 9. Platz
Riesenslalom: 13. Platz

### Ski nordisch
Langlauf
- Brigitte Albrecht-Loretan
5 km Verfolgung: 29. Platz
15 km Freestyle: 31. Platz
4 × 5 km Staffel: Bronze
- Wilhelm Aschwanden
30 km Verfolgung: 38. Platz
50 klassisch: 32. Platz
4 × 10 km Staffel: 10. Platz
- Gion-Andrea Bundi
30 km Verfolgung: 34. Platz
4 × 10 km Staffel: 10. Platz
- Reto Burgermeister
10 km Verfolgung: 41. Platz
15 km klassisch: 9. Platz
50 km klassisch: 37. Platz
4 × 10 km Staffel: 10. Platz
- Christoph Eigenmann (Sprint, Team-Sprint)
Sprint klassisch: in der Qualifikation ausgeschieden
- Andrea Huber
Sprint: in der Qualifikation ausgeschieden
4 × 5 km Staffel: Bronze
- Natascia Leonardi Cortesi
10 km klassisch: 15. Platz
15 km Freestyle: 15. Platz
30 km klassisch: 10. Platz
4 × 5 km Staffel: Bronze
- Patrick Mächler
10 km Verfolgung: 40. Platz
30 km Freestyle: 28. Platz
4 × 10 km Staffel: 10. Platz
- Laurence Rochat
5 km Verfolgung: 22. Platz
10 km klassisch: ausgeschieden
30 km klassisch: 20. Platz
4 × 5 km Staffel: Bronze
- Patrick Rölli
30 km Freestyle: 39. Platz
50 km klassisch: 45. Platz

 Skispringen
- Simon Ammann
Normalschanze: Gold 
Grossschanze: Gold 
Mannschaftsspringen: 7. Platz
- Sylvain Freiholz
Normalschanze: 25. Platz
Grossschanze: 27. Platz
Mannschaftsspringen: 7. Platz
- Andreas Küttel
Normalschanze: 22. Platz
Grossschanze: 6. Platz
Mannschaftsspringen: 7. Platz
- Marco Steinauer
Grossschanze: in der 1. Runde ausgeschieden
Mannschaftsspringen: 7. Platz

 Nordische Kombination
- Andy Hartmann
Einzel (Normalschanze/15 km): 9. Platz
Sprint (Grossschanze/7,5 km): 8. Platz
- Ronny Heer
Einzel (Normalschanze/15 km): 29. Platz
Team (Normalschanze/4 × 5 km): 7. Platz
Sprint (Grossschanze/7,5 km): 29. Platz
- Andreas Hurschler
Einzel (Normalschanze/15 km): 25. Platz
Team (Normalschanze/4 × 5 km): 7. Platz
Sprint (Grossschanze/7,5 km): 21. Platz
- Seppi Hurschler
Sprint (Grossschanze/7,5 km): 31. Platz
- Ivan Rieder
Einzel (Normalschanze/15 km): 42. Platz
Team (Normalschanze/4 × 5 km): 7. Platz
- Jan Schmid
Team (Normalschanze/4 × 5 km): 7. Platz

### Snowboard
Halfpipe
- Therry Brunner
Herren: 7. Platz
- Marcel Hitz
Herren: 9. Platz
- Fabienne Reuteler
Damen: Bronze
- Gian Simmen
Herren: 12. Platz

Parallel-Riesenslalom
- Gilles Jaquet
Herren: 1. Runde
- Ueli Kestenholz
Herren: in der Qualifikation ausgeschieden
- Nadia Livers
Damen: 19. Platz (Qualifikation)
- Milena Meisser
Damen: in der Qualifikation ausgeschieden
- Daniela Meuli
Damen: 20. Platz (Qualifikation)
- Philipp Schoch
Herren: Gold
- Simon Schoch
Herren: 25. Platz (Qualifikation)
- Steffi von Siebenthal
Damen: 1. Runde